# Izabelin (gmina w województwie białostockim)
Izabelin – dawna gmina wiejska istniejąca do 1939 roku w woj. białostockim (obecnie na Białorusi). Siedzibą gminy był Izabelin.
W okresie międzywojennym gmina Izabelin należała do powiatu wołkowyskiego w woj. białostockim.
30 grudnia 1922 roku do gminy Izabelin przyłączono część obszaru zniesionej gminy Święcica:
- gromada Gieruciów (wsie Gieruciów I, Gieruciów II i Połujanki oraz folwark Gieruciów),
- gromada Zadworzańce (wsie Zadworzańce i Sidorki),
- wieś Rakowszczyzna, którą włączono do gromady Michajły tamże.

16 października 1933 gminę Izabelin podzielono na 22 gromady: Bohdzie, Chorużańce, Chorużewo, Dąbrowniki, Drohiczany, Gieruciów, Hryniewicze, Izabelin, Kamienica, Kobylaki, Korewicze, Łopienica Mała, Maciejowce, Michajły, Niziany, Pasutycze, Pawłowszczyzna, Sieheniowszczyzna, Szambelin, Truńce, Zabohonie i Zadworzańce.
Po wojnie obszar gminy Izabelin wszedł w struktury administracyjne Związku Radzieckiego.